# Barrio de Bricia
Barrio de Bricia es una localidad y una Entidad Local Menor situadas en la provincia de Burgos, comunidad autónoma de Castilla y León (España), comarca de Las Merindades, partido judicial de Villarcayo, capital del ayuntamiento de Alfoz de Bricia.

## Geografía
Situado en el norte de la provincia lindando con el Alfoz de Santa Gadea y los valles de Valderredible, Valdebezana, Zamanzas, Manzanedo, y de Sedano, a 31 km de Sedano, su antigua cabeza de partido, y 78 de Burgos. 

### Comunicaciones
A 1000 metros, circulando por la carretera local BU-V-6115,  de la  N-623  donde circulan las líneas de autobuses Burgos-Santander y Burgos-Arija.

## Demografía
En el censo de 1950 contaba con 261 habitantes, reducidos a 10 en 2024.

## Historia
Lugar en el Alfoz de Bricia perteneciente al Bastón de Laredo, jurisdicción de señorío ejercida por el Marqués de Aguilar, quien nombraba su regidor pedáneo.
A la caída del Antiguo Régimen queda agregado al ayuntamiento constitucional de Alfoz de Bricia, en el partido de Sedano perteneciente a la región de Castilla la Vieja.

## Parroquia
Iglesia católica de El Salvador, dependiente de la parroquia de Cilleruelo de Bezana en el Arcipestrazgo de Merindades de Castilla la Vieja , diócesis de Burgos.